# Andreas Klier
Andreas Klier (Munique, Alemanha,  15 de janeiro de 1976) é um exciclista alemão. Estreiou como profissional no ano de 1996 nas fileiras da equipa Team Nüremberg. Em 2007, ganhou uma etapa da Volta a Espanha, mas foi-lhe retirada por uma confissão posterior de dopagem.
Em 13 de maio de 2013 anunciou a sua retirada do ciclismo depois de dezassete temporadas como profissional e com 37 anos de idade, ainda que continuaria diretor desportivo do conjunto Garmin-Sharp.  
Em 16 de agosto de 2013, Andreas Klier admitiu ter consumido EPO, hormonas de crescimento, cortizona e transfusões sanguíneas para melhorar seu rendimento entre os anos 1999 e 2006. Esta confissão originou que a USADA lhe suspendesse durante seis meses e a perda dos resultados desde 21 de julho de 2005 até final de sua carreira, apesar de se ter retirado já como ciclista.

## Palmarés
- 2002
  - Grande Prêmio Jef Scherens

- 2003
  - Gante-Wevelgem

## Resultados em Grandes Voltas e Campeonatos do Mundo
| Corrida            | Corrida            | 1996 | 1997 | 1998 | 1999 | 2000  | 2001  | 2002  | 2003 | 2004 | 2005  | 2006 | 2007 | 2008 | 2009  | 2010  | 2011  | 2012 |
| ------------------ | ------------------ | ---- | ---- | ---- | ---- | ----- | ----- | ----- | ---- | ---- | ----- | ---- | ---- | ---- | ----- | ----- | ----- | ---- |
|                    | Giro d'Italia      | —    | —    | —    | 78.º | —     | —     | —     | —    | —    | —     | —    | —    | —    | —     | —     | —     | —    |
|                    | Tour de France     | —    | —    | —    | —    | 105.º | —     | —     | —    | —    | —     | —    | —    | —    | 155.º | 168.º | —     | —    |
|                    | Volta a Espanha    | —    | —    | —    | 74.º | —     | 119.º | Ab.   | —    | Ab.  | 108.º | —    | Ab.  | —    | —     | —     | 158.º | —    |
| Mundial em Estrada | Mundial em Estrada | —    | Ab.  | —    | Ab.  | —     | Ab.   | 105.º | 82.º | —    | 8.º   | —    | —    | —    | —     | —     | 171.º | —    |

―: não participa 
Ab.: abandono